# Jensen PW
 (signalé en août 2025).
Si vous disposez d'ouvrages ou d'articles de référence ou si vous connaissez des sites web de qualité traitant du thème abordé ici, merci de compléter l'article en donnant les références utiles à sa vérifiabilité et en les liant à la section « Notes et références ».
- Archive Wikiwix
- Bing
- Cairn
- DuckDuckGo
- E. Universalis
- Gallica
- Google
- G. Books
- G. News
- G. Scholar
- Persée
- Qwant
- (zh) Baidu
- (ru) Yandex
- (wd) trouver des œuvres sur Wikidata

La Jensen PW est une automobile de type berline produite par le constructeur britannique Jensen Motors entre 1946 et 1952. L'appellation PW, acronyme de Post-War (« d'après-guerre »), fait référence à sa distinction de premier modèle élaboré par la firme au sortir de la Seconde Guerre mondiale. Outre la version à carrosserie fermée (dite toit rigide), une déclinaison décapotable fut également assemblée, bien que moins répandue.  
Les premiers modèles furent équipés de propulseurs Meadows à huit cylindres en ligne d’une cylindrée de 3 993 cm³. Toutefois, des problèmes liés à des vibrations excessives en cours de conduite contraignirent les ingénieurs de Jensen à leur substituer, dans un premier temps, des moteurs Nash de même architecture, avant d’adopter finalement des blocs six cylindres en ligne, plus éprouvés, issus de l’Austin Sheerline, bien que de cylindrée identique (3 993 cm³). 
ll advint que moins d’une vingtaine d’exemplaires du modèle PW sortirent des ateliers Jensen sis à West Bromwich. 